# Westendorf (Ostallgäu)
Pour les articles homonymes, voir Westendorf.
Westendorf est une commune de Bavière (Allemagne), située dans l'arrondissement d'Ostallgäu, dans le district de Souabe.